# Dol (doyenné)
 (avril 2023).
Si vous disposez d'ouvrages ou d'articles de référence ou si vous connaissez des sites web de qualité traitant du thème abordé ici, merci de compléter l'article en donnant les références utiles à sa vérifiabilité et en les liant à la section « Notes et références ».
 (avril 2023).
Le doyenné de Dol, relevant de l’évêché de Dol, comprenait les paroisses suivantes :
- autour de l’abbaye-évêché de Dol :
  - Baguer-Morvan
  - Baguer-Pican
  - Bonaban
  - Bonnemain
  - Cendres
  - Cherrueix
  - Cuguen
  - Dol, avec ses paroisses :
    - Crucifix
    - Saint-Samson
    - L’Abbaye
    - Carfantain

  - Epiniac
  - Hirel
  - La Boussac
  - La Chapelle-aux-Filzméens
  - La Fresnais
  - La Vicomté-sur-Rance
  - Lanhélin
  - Lanvallay
  - Le Tronchet
  - Le Vivier
  - Lillemer
  - Meillac
  - Miniac-Morvan
  - Mont-Dol
  - Pleine-Fougères
  - Plerguer
  - Plesder
  - Plesguen
  - Pleudihen
  - Pleugueneuc
  - Roz-Landrieux
  - Roz-sur-Couesnon
  - Sains
  - Saint-Broladre
  - Saint-Georges-de-Gréhaigne
  - Saint-Guinoux
  - Saint-Hélen
  - Saint-Léonard
  - Saint-Marcan
  - Saint-Samson-de-l'Isle
  - Saint-Solen
  - Trémeheuc
  - Tressaint
  - Tressé
  - Vildé-Bidon
  - Vildé-la-Marine
- enclavées dans l'évêché de Rennes :
  - La Fontenelle
  - Rimoux
  - Saint-Rémy-du-Plain
- envahies par la mer au XVe siècle :
  - Bourgneuf
  - La Feillette
  - Mauny
  - Paluel
  - Saint-Louis
  - Toumen